# Robert Auer
Robert Auer (Zagreb, 27 de novembro de 1873 - Zagreb, 8 de março de 1952), foi um pintor croata da Secessão. 

## Biografia
Robert Auer nasceu em uma rica família de Zagreb de Ferdinand e Amelija Auer. Seus irmãos foram a arquiteta Bela Auer e Koloman Auer, que herdaram do pai um negócio de impressão. Robert frequentou uma escola técnica antes de ir para a universidade em Viena e Munique. Após seus estudos, ele se envolveu na cena artística de Zagreb, especialmente nos círculos em torno do movimento da Secessão. Os pintores croatas da época estavam se distanciando do estilo tradicional de pintura e, como seus colegas em Viena e Munique, trouxeram uma nova liberdade à arte. 
Tendo adquirido a reputação de retratista entre as classes mais altas, Auer pintou mais de 150 retratos nesse período, vendendo quase todos eles. Auer foi o único pintor croata a ser incluído na Exposição de Secessão de Munique de 1896. Seu trabalho também recebeu um prêmio especial na exposição de pintura croata na Feira Mundial de Paris em 1906 Ele estabeleceu seu estúdio de arte em sua própria casa, em Rokovo Perivoj (Roko's Park), perto da Vila Auer, a vila de seus pais, onde ele cresceu. Junto de sua esposa, a também pintora Leopoldina Auer-Schmidt, ele dirigiu uma escola particular enquanto lecionava na escola técnica e era professor na Academia de Belas Artes da Universidade de Zagreb.

## Trabalho
O estilo de Auer é tipicamente associado à Secessão devido a seus estudos nas academias de Viena e Munique, sendo precisamente durante o período em que a Secessão estava em ascensão na paisagem cultural da Europa Central. Como jovem pintor, Auer absorveu rapidamente o caráter estilístico dessa nova direção. Como professor da Academia de Belas Artes da Universidade de Zagreb, Auer liderou o departamento de artes decorativas. Além de seus muitos retratos, ele também completou uma obra semelhante de composições simbólicas e alegóricas. Embora seu trabalho tenha sido declarado "arte burguesa" após a Segunda Guerra Mundial pelo governo comunista e marginalizado por conter os traços da alta cultura estetizada, seus trabalhos continuaram sendo procurados por colecionadores do modernismo croata.
Robert Auer não era um seguidor de tendências ou modas, seguindo consistentemente um único conceito artístico durante toda a sua carreira. Sua forte técnica e domínio do meio garantiam um fluxo constante de comissões. No espírito da Secessão, ele também mergulhou em outras artes decorativas, como portas, móveis etc. 
Após um hiato de 70 anos em exposições, uma retrospectiva de mais de cem obras de Auer foi realizada na Galeria Klovićevi Dvori em 2010.